# 5012-es busz
Az 5012-es busz Szeged, Maroslele, Óföldeák és Földeák települések között közlekedő helyközi autóbuszjárat. Az első két település (Szeged és Maroslele) között az útvonala az M43-as autópályán vezet.

## Története
2011. szeptember 1-jén indult először útjára 4 hónappal az M43-as autópálya Szeged 47-es főút és Makó közötti szakaszának átadása után. Az érintett településekről korábban nem volt közvetlen buszkapcsolat a megyeszékhelyre, mert ugyan földrajzilag közel helyezkednek el Szegedhez, azonban az autópálya és a Móra Ferenc Tisza-híd átadása előtt a Tiszán és a Maroson egyaránt mintegy 50 kilométeres kerülővel lehetett csak megoldani a biztos átkelést a folyókon. Ezen körülmények között nem volt célszerű buszjáratot indítani a Tisza-Maros szögi falvakból, aki Szegedre ingázott, annak el kellett előbb utaznia Hódmezővásárhelyre vagy Makóra is.
Eredetileg az szerepelt a tervekben, hogy naponta háromszor közlekedik munkanapokon, reggel egyszer és délután kétszer, de végül a szeptember 1-i indulást követően naponta négyszer közlekedett oda-vissza. Hétvégén és ünnepnapokon nem járt, tehát ezeken a napokon maradt az 50 kilométeres kerülő és az átszállás. A falvak lakosai petíciót indítottak, mert kevesellték a napi 2 buszpárt és nem örültek annak, hogy hétvégén és ünnepnapokon kerülniük kell. A céljuk az volt, hogy a napi 4 buszjárat hétvégén legyen, hétköznapokon pedig sokkal többször közlekedjen, azaz minimum 1-2 óránkénti sűrűséggel és még a késő esti órákban is induljon buszjárat a településekre. Ezt a busztársaság nem tudta teljesíteni, mert az utasszám nem indokolta azt, hogy ilyen intenzitással sűrűsödjön a járat. Annyit azonban sikerült a kezdeményezőknek elérniük, hogy hétköznapokon délután induljon egy plusz buszjárat, azaz a Tisza Volán 2013. szeptember 2-án üzembe helyezett egy új buszpárt. Szegedről a falvakba ezután nem 16:20-kor indult az utolsó busz, hanem 18:20-kor.
Későbbi észrevétele Földeák polgármesterének volt, javasolta a busztársaságnak azt, hogy a legelső járat induljon 10 perccel korábban, mert azoknak a dolgozóknak, akiknek a munkahelyük a szegedi megállóktól messze van, azaz a helyi közlekedést is igénybe kell venniük, nem érnek be a kora reggeli munkakezdéshez 06:00-ra. A busztársaság e kezdeményezés teljesítését is elutasította.
2012. szeptember 16-tól új megállóhelyet helyezett forgalomba a társaság Návay-kastély néven. Ez a megállóhely Maroslele és Óföldeák között helyezkedik el, a járatok e naptól ezt a megállóhelyet is érintik.
2014-ben a 3 település önkormányzata illetve a Tisza Volán Zrt. képviselői tárgyalásokat tartottak és megállapodtak abban, hogy a járatok hétvégén is járni fognak. 2014. szeptember elsejei hatállyal be is vezették a módosításokat, innentől kezdve hétvégén és ünnepnapokon napi 2, munkanapokon és a hetek első tanítási napját megelőző napon (rendszerint vasárnap) pedig 3 buszpár közlekedik oda-vissza.
Az indulás óta a járatot egy Ikarus 415-ös busz szolgálta ki, ez 2014 novemberében megváltozott, az Ikarust egy új Volvo 8900LE váltotta.
2014 ősze és 2015 tavasza között Algyő Nagyközség Önkormányzata is tárgyalásokat kezdeményezett ennek a buszjáratnak az ügyében az akkora már DAKK Zrt.-vé alakult céggel. Az autóbusznak az útvonala az autópályának köszönhetően áthalad a község egyik külterületén, a Rákóczitelepen is, amely ráadásul közel van Tápairéthez is. Ezen a kis tanyavilágon csak az 5006-os busznak vannak megállóhelyei, de ez a buszjárat sajnos nem teszi lehetővé a Szegedre ingázást a kései indulása és az útvonala miatt (át kell szállni Algyő belterületén az Algyő-Szeged viszonylatra is). Sajnos azonban mivel autópályás szakaszról van szó, oda buszmegállót létesíteni nem lehet, tehát a busz csak úgy tudna ott is megállni, ha kihajtana a Szeged és Maroslele közt található szórvány településre is a 4413-as számú út és az M43-as autópálya 19-es csomópontja közé, majd ott valahol megfordulna, hogy visszahajtson az autópályára. Ez csak akkor lenne lehetséges és szabályos is, ha épülne oda egy buszforduló is. Az önkormányzat és a társaság rengeteg lehetséges megoldást átgondolt, pl. diszpécser rendszer bevezetését, amivel el lehetne kerülni azt, hogy akkor is meg kelljen állnia ott a busznak, ha nincsen egy utas sem, de végül a potenciálisan alacsony utasszám miatt elvetették ezt a tervet, így a buszjárat a továbbiakban sem fog oda betérni.
2020 december 13-tól az 5013-as buszjárataival is lehet utazni Maroslelére(Maroslelétől), ugyanis az eddigi expresszjáratok nagytöbbsége átkerült az M43-as autópályára. Így Maroslele keringésébe a csúcsidőszakban szintén lehet utazni Szegedre, vagy Szegedről.
2022. Március 5-től kisérleti jelleggel közlekedett egy éjszakai járat is ami Földeákról indult 20:30-kor, Szegedről meg 22:40-kor. Ezzel egy olyan kisérleti jelleget szerettek volna bevezetni, hogy akik a délutáni műszakban dolgoznak, azoknak is lehessen lehetőség Szegedről valahogy hazajönni, illetve akik meg éjszakai műszakra mentek dolgozni, nekik is lehetőségük lehessen egy utolsó busszal bejutni a munkahelyre. De ez persze másra is jól jöhetett a buszjárat, pl. esti találkozóra, vagy buliba eljutni.  Később ezt a járatot utána korábbi időpontra tették, ami naponta közlekedik esténként. Így az új menetrendje: Földeákról: 19:45-kor indul, Szegedről meg 20:45-kor indul.

## Tulajdonságai
- Útvonala: Szeged – M43-as autópálya – Maroslele – 4414-es út – 4416-os út – Óföldeák - 430-as főút[3] – Földeák
- Jellege: regionális járat, két lakott területen kívüli megállóhellyel (Szeged, Favilla vendéglő és Óföldeák, Návay-kastély)
- Megállóhelyek Szegeden: Mars tér, Brüsszeli körút, Retek utca, Budapesti körút, Diadal utca, Favilla Vendéglő
- Megállóhelyek Maroslelén: Vásárhelyi út, Maroslele felső, Maroslele kultúrház, Kossuth utca, Maroslele alsó
- Megállóhely Óföldeákon: Návay kastély, Temető, Autóbusz-váróterem
- Megállóhelyek Földeákon: Vasútállomás, Községháza, közkút, Leonka
- Szeged Indóház tér: Tanév tartalma alatt vasárnaponként az utolsó oda-vissza járat innen indul/érkezik és érinti a Petőfi Sándor sugárúti megállóhelyet is
- Távolság a két végállomás között: 36,9 kilométer
- Menetidő a teljes útvonalon: 50 perc